# Eritroblastosi fetale
L'eritroblastosi fetale, o malattia emolitica del neonato (MEN) o malattia emolitica feto-neonatale (MEFN), è una malattia fetale che può colpire un feto di gruppo Rh positivo la cui madre è Rh negativa.
Rappresenta un tipico esempio di reazione di ipersensibilità di secondo tipo.
È detta anche malattia emolitica anti-D, per la presenza nel circolo di anticorpi anti-D di origine materna, sviluppatisi in seguito a una prima gravidanza. Infatti, se per il sistema AB0 esistono anticorpi naturali (nel senso che la loro comparsa non è legata a una stimolazione antigenica) contro gli antigeni presenti sulla membrana degli eritrociti, per il sistema Rh invece gli anticorpi anti-D si vengono a creare in seguito al contatto con l'antigene.
Si chiama "eritroblastosi fetale" in quanto, per fare fronte alla grave anemia, il midollo osseo del feto immette in circolo anche i precursori immaturi degli eritrociti, gli eritroblasti.

## Storia
Già da tempi antichi vengono riportati episodi di gravi malattie itteriche nei neonati.
Nel 1939 fu individuato un anticorpo atipico, presente in una donna che aveva partorito un figlio affetto da MEN.
Solo nel 1941 venne scoperto l'antigene Rh e si capirono i meccanismi che provocavano la malattia, e nel 1942 fu realizzato un trattamento efficace contro la MEN: l'exsanguinotrasfusione.

## Eziologia
La gravidanza è un evento fisiologico in cui possono avvenire scambi di sangue tra madre e feto; la madre difatti può acquisire una certa quantità di sangue fetale (circa 10 mL, ma sono sufficienti 0,3 mL) al momento della nascita.
In realtà anche durante la gestazione si verificano scambi di sangue madre-feto (a partire dal 4º mese) ma in microquantità che non sono in grado di innescare una risposta primaria. Fenomeni che aumentano il rischio d'immunizzazione sono il parto cesareo, la placenta previa, le gravidanze ectopiche, gli aborti spontanei e indotti, l'amniocentesi, l'analisi dei villi coriali e i traumi placentari.
Il rischio d'immunizzazione della primipara varia dal 3% al 22%, proporzionale alla quantità di sangue fetale passata nel circolo materno.

### MEN da incompatibilità AB0
Questa è una variante della eritroblastosi fetale, in quanto non avviene per incompatibilità del fattore Rh, ma per incompatibilità di gruppo AB0. La sua frequenza è più alta, ma ha un decorso solitamente più benigno: colpisce prevalentemente donne di gruppo 0, e l'emolisi nel figlio è di minor intensità per la scarsa espressione degli antigeni A e B sulle emazie del neonato.
La principale differenza tra i due tipi è che la MEN da AB0 può colpire indifferentemente qualsiasi figlio, mentre quella da Rh colpisce indistintamente solo dal secondo figlio in poi. Questo è dovuto al fatto che gli anticorpi anti-A e anti-B sono già normalmente presenti nell'organismo, mentre gli anticorpi anti-D si formano solo dopo un primo contatto con l'antigene D.

## Patogenesi
L'ingresso di cellule ematiche fetali nel sistema circolatorio materno causa una risposta immunitaria da parte della madre, con formazione di anticorpi anti-D. Nel caso in cui la donna abbia una seconda gravidanza con feto Rh positivo, gli anticorpi anti-D materni entreranno nel circolo fetale già a partire dal 4º mese: infatti, essendo già avvenuta una risposta primaria sono sufficienti anche minima quantità di sangue per scatenare la risposta immunitaria. Gli anticorpi anti-D riconosceranno gli eritrociti fetali come estranei, distruggendoli causando un'anemia emolitica.
La sensibilizzazione dei globuli rossi della madre provoca l'innesco della fagocitosi da parte dei macrofagi del fegato e della milza provocando:
- Anemia di tipo emolitico, con un'elevata produzione dei globuli rossi come meccanismo di compenso;
- Ittero provocato dal rilascio di emoglobina proveniente dai globuli rossi lisati, trasformata in bilirubina non coniugata;
- Epatosplenomegalia
- Danni neurologici provocati dall'eccesso di bilirubina, che ad alte dosi risulta tossica per i centri nervosi.

Solitamente senza terapie il feto muore tra la 25ª e la 35ª settimana.

## Diagnosi
La diagnosi della MEN viene fatta in due momenti differenti: alla nascita e prima della nascita.

### Alla nascita
- emoglobina plasmatica: <15 g/dL (normale: 17-20 g/dL)
- bilirubina: elevata, superiore a 200 mg/L solo in forma libera;
- Determinazione dei gruppi sanguigni
- Test di Coombs diretto

### Prenatale
Principalmente viene utilizzato il test di Coombs indiretto al fine di valutare gli anticorpi irregolari presenti nel siero materno.

## Terapia
In alcuni casi si può intervenire con trasfusioni di eritrociti di gruppo Rh negativo al feto, per compensare l'emolisi degli eritrociti fetali. Questo processo comporta l'iniezione di sangue nel cavo addominale fetale, sotto guida ecografica e utilizzando un mezzo di contrasto per visualizzare l'apparato digerente fetale, ed è tuttora molto rischiosa in quanto si può indurre involontaria contrazione uterina con espulsione del prodotto di concepimento. Nel caso in cui il feto sopravviva, nuovi problemi insorgeranno al momento della nascita, causati dall'eccesso di bilirubina in circolo (il principale prodotto di degradazione dell'emoglobina, liberata in seguito alla lisi degli eritrociti): il feto può contare sul metabolismo materno e quindi sulla degradazione della bilirubina da parte del fegato materno, mentre il neonato risulta incapace di degradare autonomamente l'eccesso di bilirubina in circolo.
L'exsanguinotrasfusione per il trattamento della malattia emolitica del neonato è ormai rara, dopo l'introduzione della profilassi anti-D in gravidanza. Tuttavia, può verificarsi a causa dello sviluppo di altri anticorpi come anti-c, anti-E e AB0. Alla nascita l'exsanguinotrasfusione, se disponibile, va attuata il più precocemente possibile. Il sangue da trasfondere non deve contenere l'antigene responsabile dell'immunizzazione, per questo motivo si utilizza un sangue Rh negativo, AB0 compatibile e privo di anticorpi anti-A e anti-B.

## Prevenzione
Oggi è possibile prevenire la patologia somministrando alla madre anticorpi anti-D dopo la prima gravidanza.
Tale metodo prevede che i globuli rossi fetali vengano ricoperti dagli anticorpi anti-D iniettati, per poi essere subito degradati nella milza della madre prima che essa possa produrre una risposta immunitaria effettiva contro di essi.
Questo tipo di profilassi è efficace al 100% ma deve essere praticata dopo ogni gravidanza, ed anche in caso di aborto o di semplice amniocentesi.